# Poecilonota variolosa variolosa
Poecilonota variolosa variolosa é uma subespécie de insetos coleópteros polífagos pertencente à família Buprestidae.
A autoridade científica da subespécie é Paykull, tendo sido descrita no ano de 1799.
Trata-se de uma subespécie presente no território português.